# Clara Kimball Young
Clara Kimball Young (6 de setembro de 1890 – 15 de outubro de 1960) foi uma atriz de cinema estadunidense que iniciou sua carreira na era muda, e atuou em mais de 150 filmes entre 1912 e 1941.

## Biografia
Clarisa Kimball nasceu em Chicago, filha dos atores itinerantes Edward M. Kimball e Pauline (nascida Maddern) Kimball. Ela estreou no teatro aos três anos de idade, e em toda a sua infância viajou com os pais, atuando na sua companhia de teatro. Freqüentou a St. Francis Xavier Academy, em Chicago, e depois entrou em uma companhia de teatro, retomando sua carreira nos palcos, viajando extensamente através dos Estados Unidos, atuando em vários teatros de pequenas cidades.
Durante suas viagens, casou com o ator da Broadway James Young. Depois de enviar uma fotografia para o Vitagraph Studios, Clara Kimball Young, como ela era então conhecida, e seu marido, foram ambos contratatados em 1912.

## Carreira

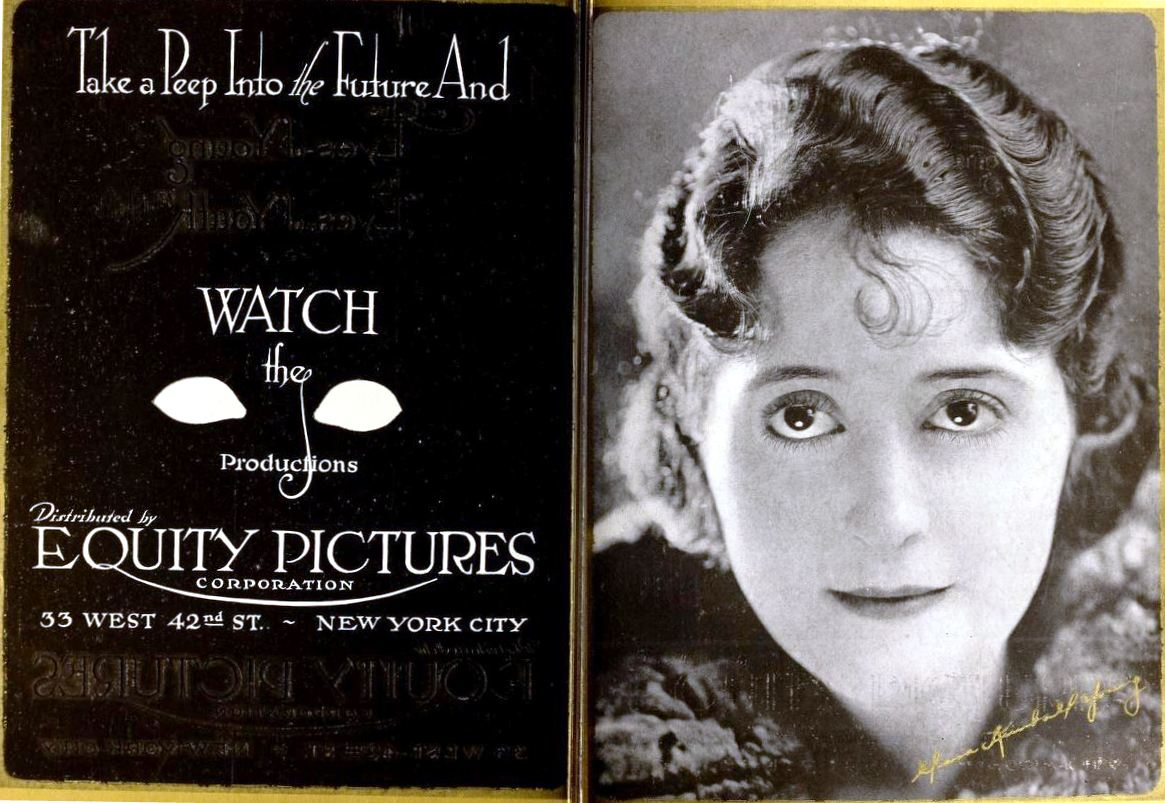
Cartaz do filme Eyes of Youth, de 1919.

Seu primeiro filme foi o curta-metragem Washington Under the American Flag, em 1909, pela Vitagraph Studios. Em um meio cinematográfico sem muita concorrência, a estrela Clara Kimball Young rapidamente ascendeu, e foi lançada em alguns papéis de heroína virtuosa. Por volta de 1913, ela se tornara uma das protagonistas mais populares da Vitagraph e foi colocada em 17º lugar em uma enquete de popularidade junto ao público. Infelizmente, muitos dos filmes do período da Vitagraph estão perdidos.
Em 1914, atuou no primeiroseriado da Vitagraph, The Fates and Flora Fourflush, em 3 episódios lançados em janeiro de 1915. Em 1914 a Vitagraph lançou o drama My Official Wife que apresentava Young como uma revolucionária russa e no qual foi dirigida pelo seu marido, James Young, co-estrelando com o popular ator Earle Williams. O filme, atualmente perdido, foi um enorme sucesso e lançou Clara Kimball Young e Earle Williams em primeiro lugar na popularidade, sendo que Young foi imediatamente contratada pelo lendário pioneiro do cinema hollywoodiano Lewis J. Selznick.
Após vários papéis de sucesso, Young foi estabelecida como uma das principais atrações da World Film Corporation e seu marido James era considerado um grande diretor. Por volta de 1915 a popularidade de Young rivalizava com as grande estrelas da época: Mary Pickford, Dorothy e Lillian Gish, Pearl White, Edna Purviance, e Mabel Normand.
Ela se envolveu em um caso muito divulgado com Selznick, culminando em um pedido de divórcio em 1916, em que James acusava a esposa de alienação de afeto. James Young finalmente obteve uma sentença final em 8 de abril de 1919, em razão da deserção.

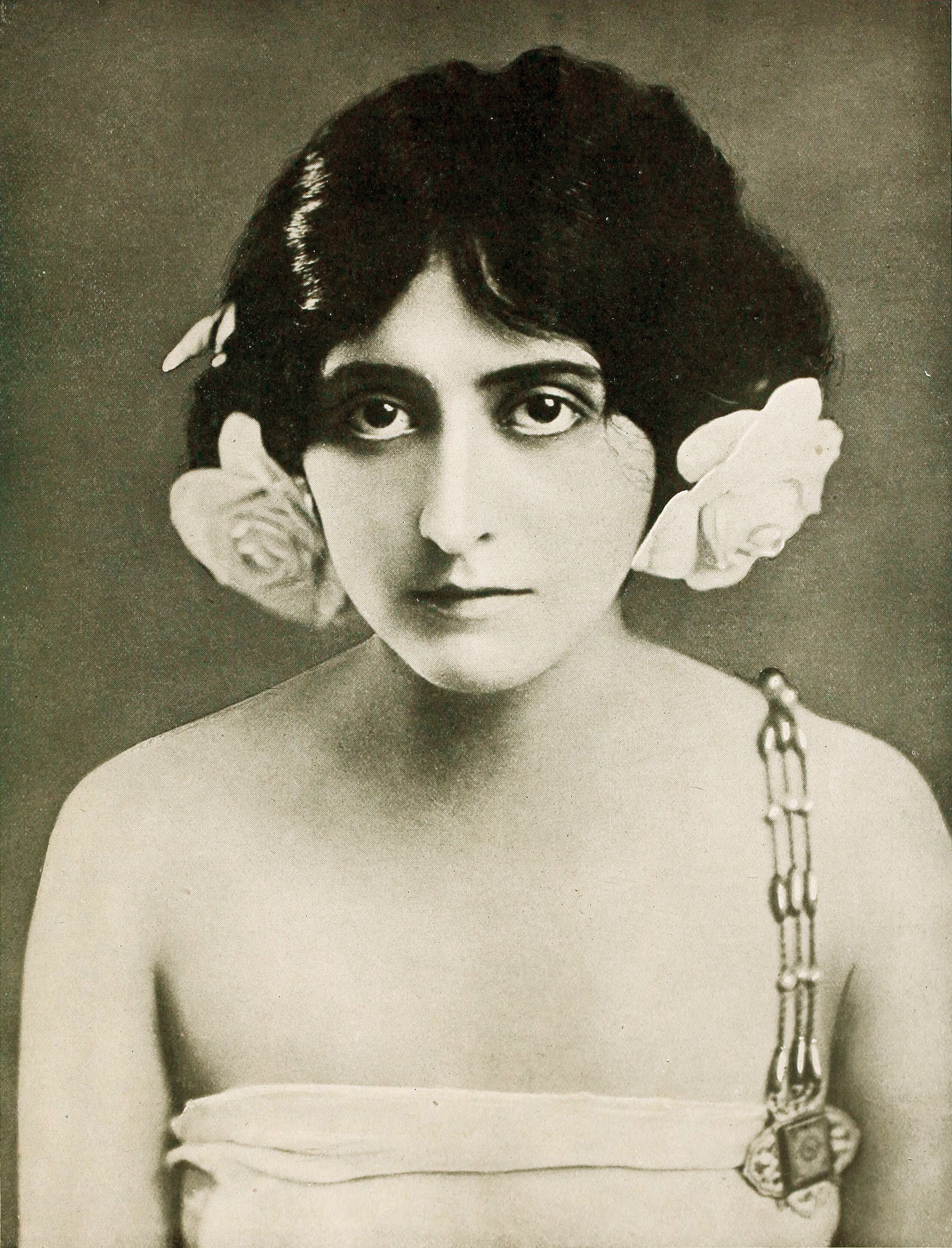
Clara Kimball Young

Selznick rapidamente formou a Clara Kimball Young Film Corporation, instalando-se como presidente e usando a Selznick Productions para distribuir seus filmes e os dos outros produtores independentes. A Clara Kimball Young Film Corporation foi responsável por 14 filmes entre 1916 e 1919. Depois de apenas quatro filmes com Selznick, no entanto, as relações pessoais e de negócios começaram a deteriorar e Kimball Young lutou para se libertar de todos os arranjos de negócios com Selznick, acusando-o de defraudá-la dos seus lucros através de uma série de empresas de fachada e por eleger-se presidente da companhia dela, não lhe permitindo qualquer entrada em seus negócios.
Em 1917 Kimball Young começou um envolvimento com Harry Garson, com quem ela então se associou em seu empreendimento. Garson tinha pouca experiência no ramo de cinema, e como resultado a carreira de Kimball Youngs começou a declinar. Embora ela ainda permanecesse uma atriz popular no início da década de 1920, sofreu com a inexperiência e a alegada má gestão e apatia de Garson.
Ela começou a sofrer uma série de ataques da imprensa mediante suas relações de negócios e pessoais com Garson. Em 1925, seu estrelato começou a desvanecer-se e ela fez seu último filme silencioso Lying Wives. Kimball Young passou o resto da década de 1920 trabalhando em vaudeville e em 1928, sem muito alarde, casou-se com Dr. Arthur Fauman. O advento do som reviveu brevemente sua carreira e interpretou vários papéis de destaque para a RKO Pictures e Tiffany Studios com um sucesso modesto, aparecendo apenas em pequenos papéis, incluindo um The Three Stooges e papéis extras em filmes de  baixo orçamento e uma temporada na rádio. Um dos seus papéis maiores foi The Rogues Tavern (1936), onde ela interpreta uma mulher maternal doce, mas exigente, que está escondendo um grande segredo. Ela retirou-se silenciosamente do cinema em 1941. Seu último filme foi Mr. Celebrity (1941), pela Producers Releasing Corporation, em que interpreta a si mesma.

## Morte
Clara Kimball Young morreu de um AVC no Motion Picture & Television Country House and Hospital em 15 de outubro de 1960, aos 70 anos, em Woodland Hills, California e foi sepultada no Grand View Memorial Park Cemetery em Glendale, California.
Por sua contribuição para o cinema, Clara Kimball Young tem uma estrela na Calçada da Fama no 6513 Hollywood Blvd., em Hollywood.

## Filmografia parcial

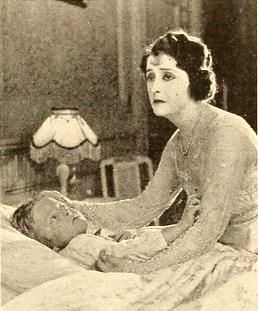
Cena do filme The Bitter Wife, de 1919.

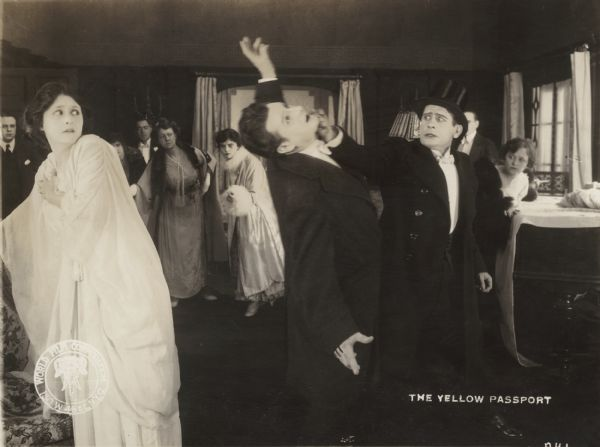
Cena do filme The Yellow Passport, de 1919.

- Washington Under the American Flag (1909)
- A Midsummer Night's Dream (1909)
- Uncle Tom's Cabin (1910)
- Lady Godiva (1911)
- Beau Brummel (1913)
- Jerry's Mother-in-Law (1913)
- The Fates and Flora Fourflush (seriado, 1914)
- My Official Wife (1914)
- Hearts in Exile (1915)
- The Yellow Passport (1916)
- The Rise of Susan (1916)
- The Easiest Way (1917)
- Magda (1917)
- Eyes of Youth (1919)
- The Bitter Wife (1919)
- The Yellow Passport (1919)
- Mid-Channel (1920)
- Enter Madame (1922)
- The Woman of Bronze (1923)
- The Mysterious Pilot (seriado, 1926)
- Kept Husbands (1931)
- Love Bound (1932)
- The Return of Chandu (1934)
- She Married Her Boss (1935)
- The Rogues Tavern (1936)
- Ants in the Pantry - The Three Stooges (1936)
- Mr. Celebrity (1941)

## Galeria

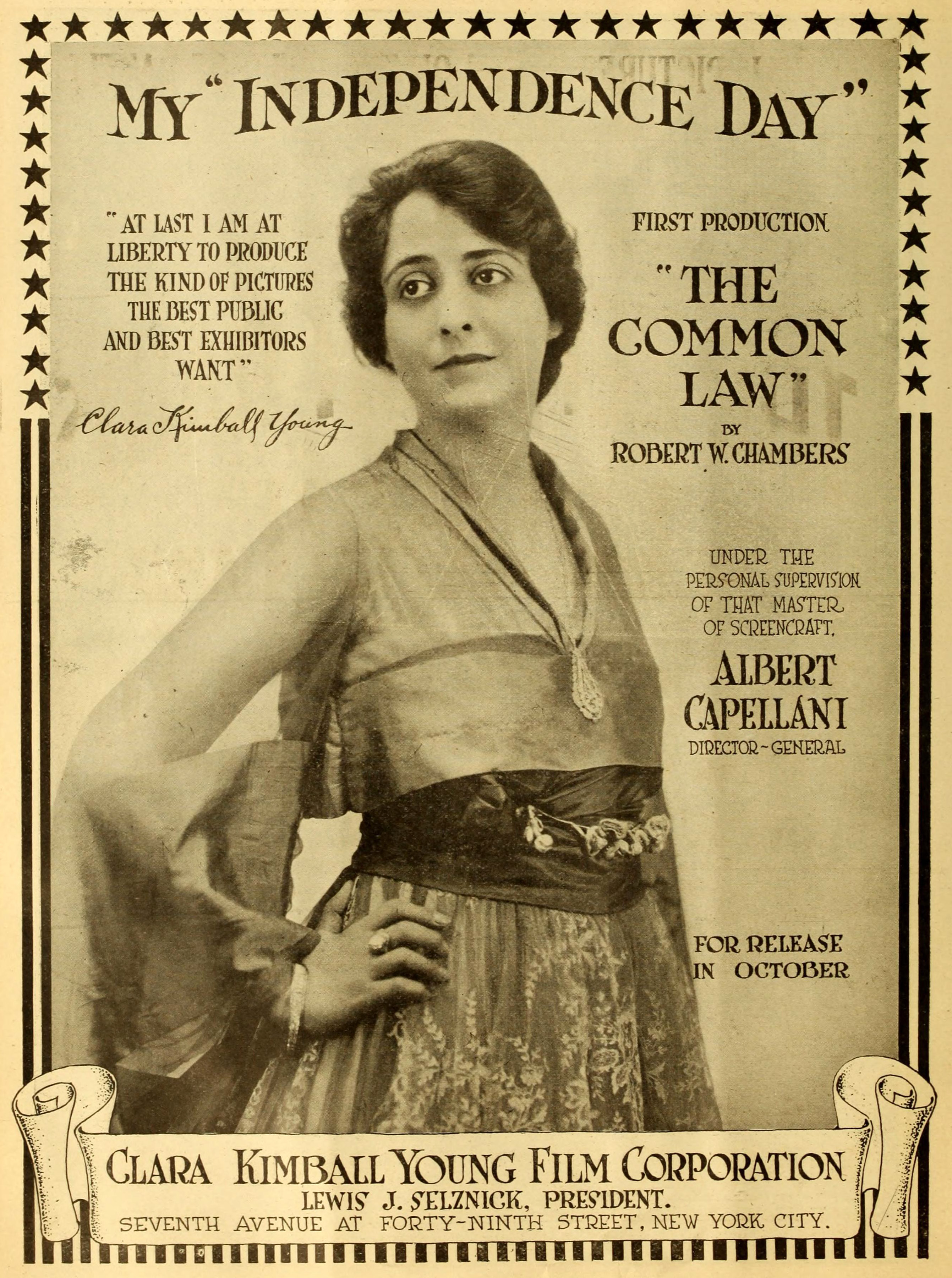
The Common Law, 1916
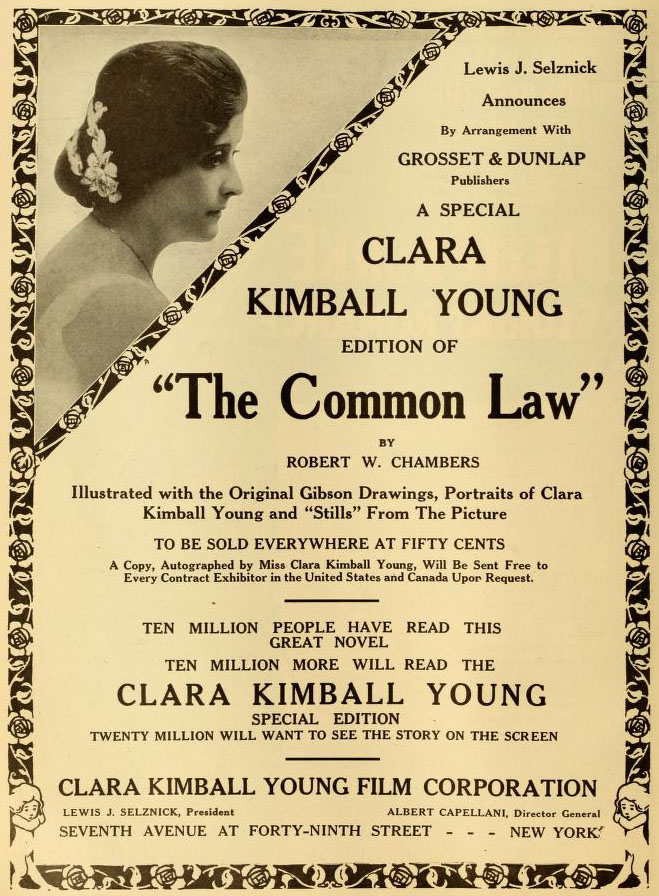
Anúncio (1916)
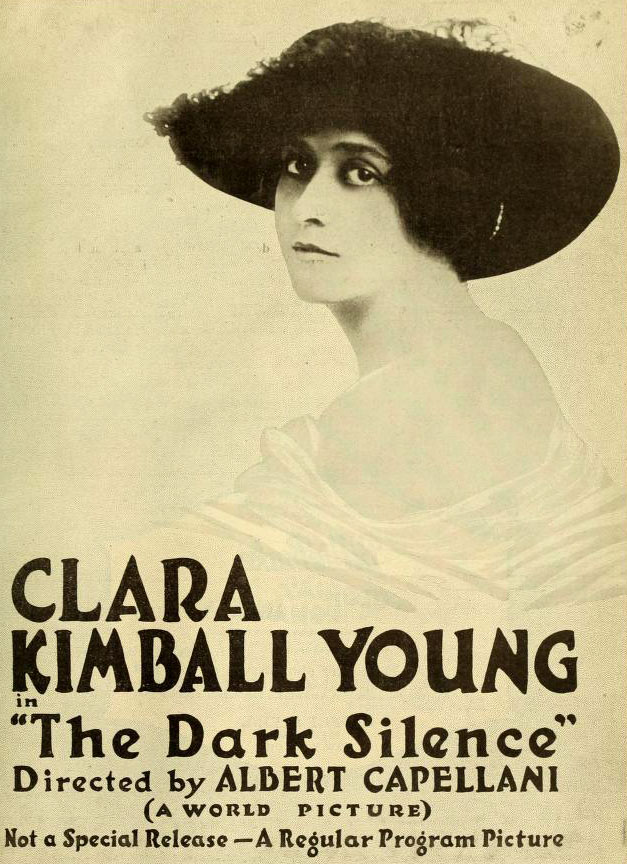
The Dark Silence, 1916
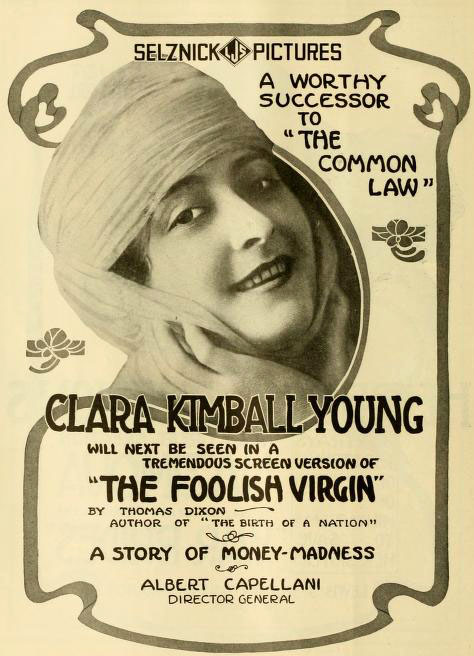
The Foolish Virgin, 1916
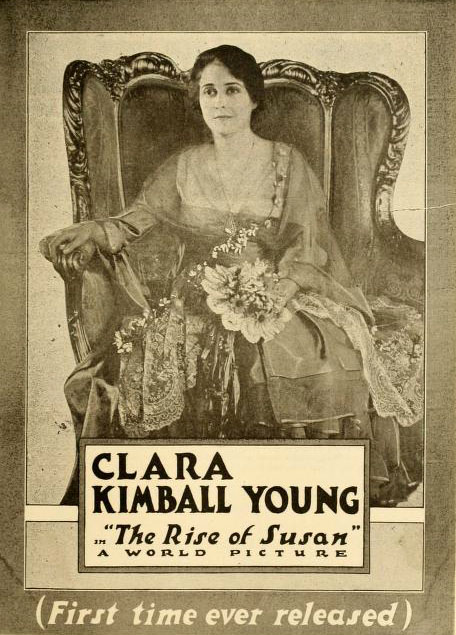
The Rise of Susan, 1917
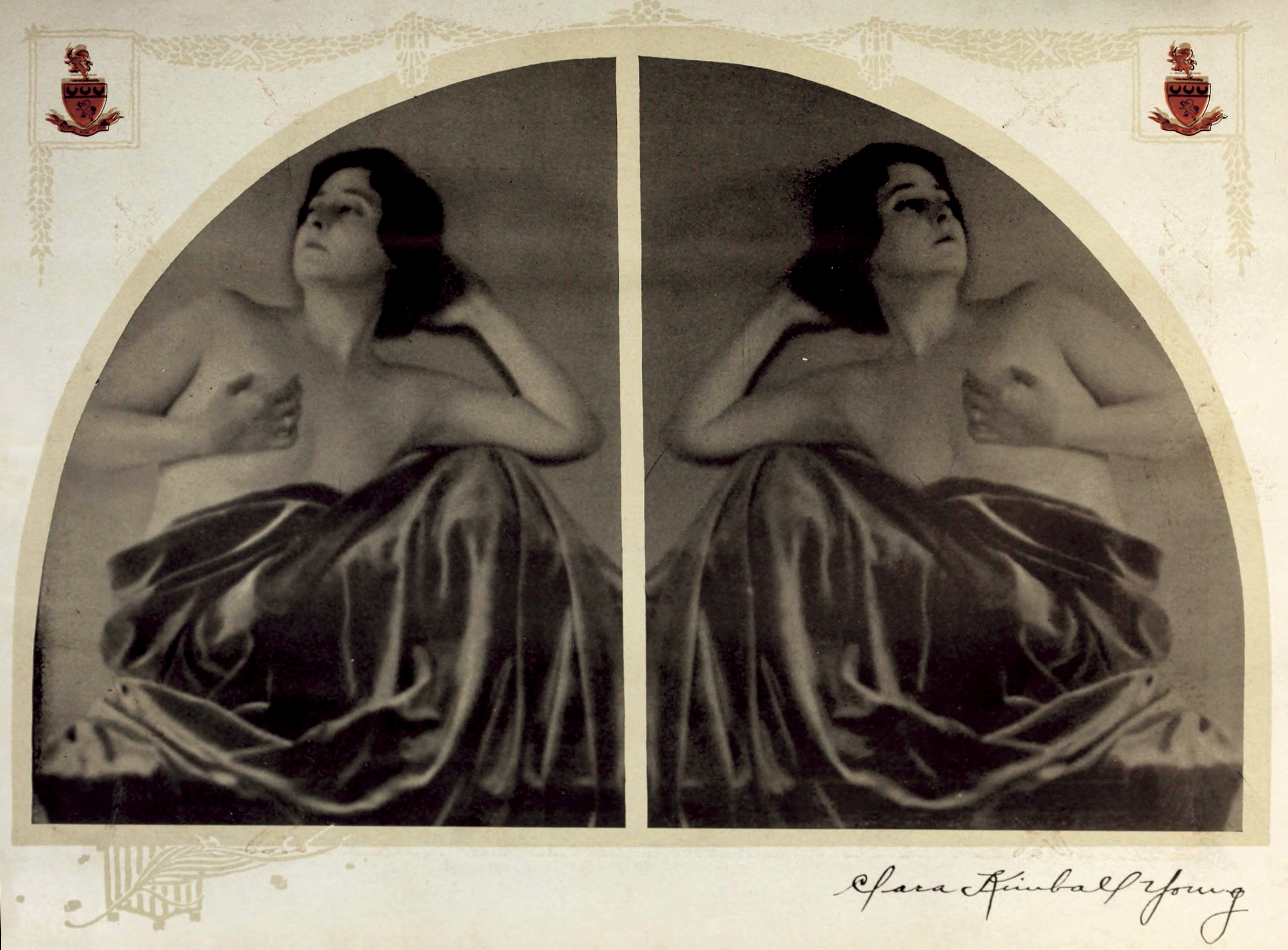
Anúncio, 1917
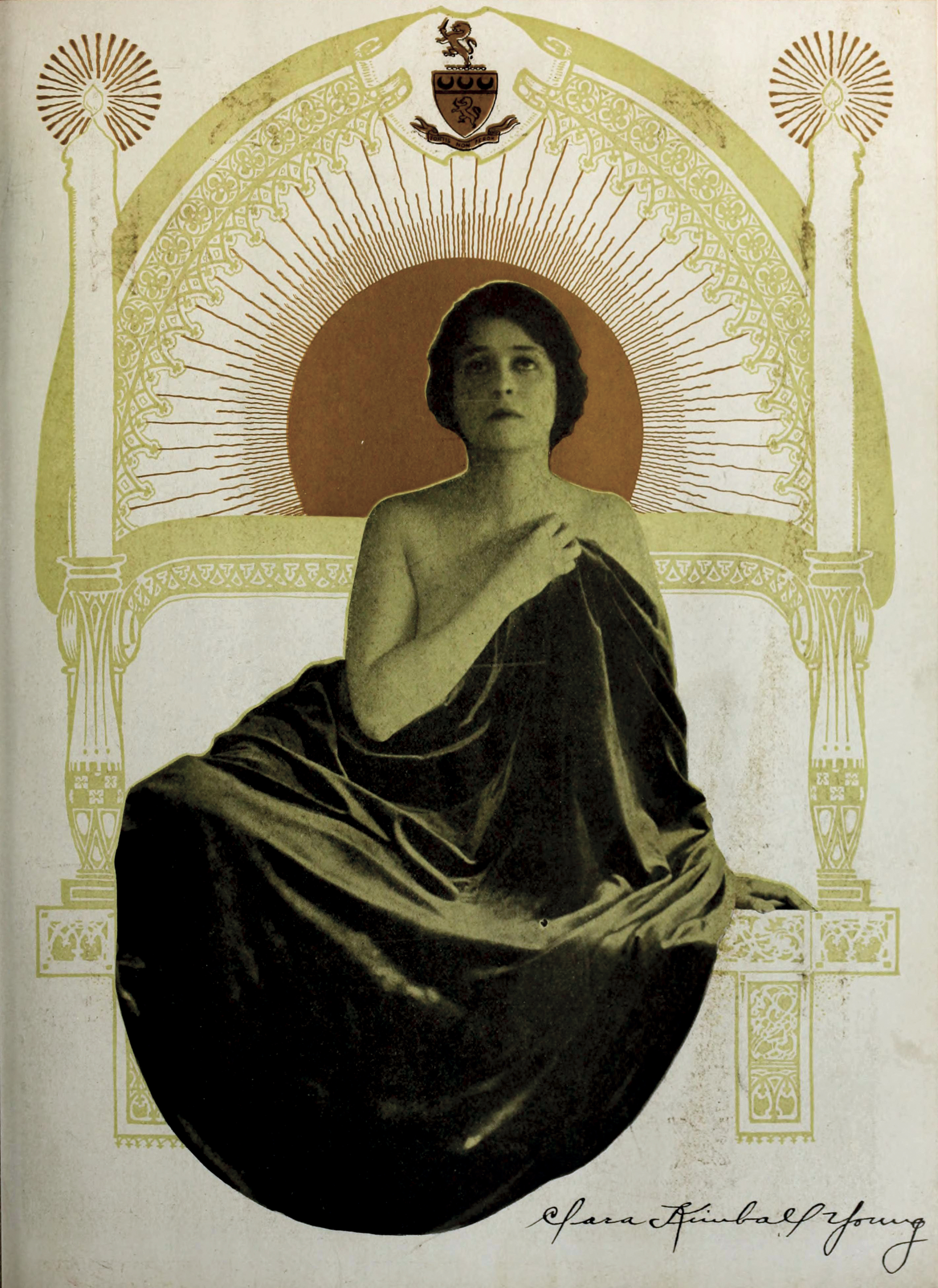
Anúncio, 1917
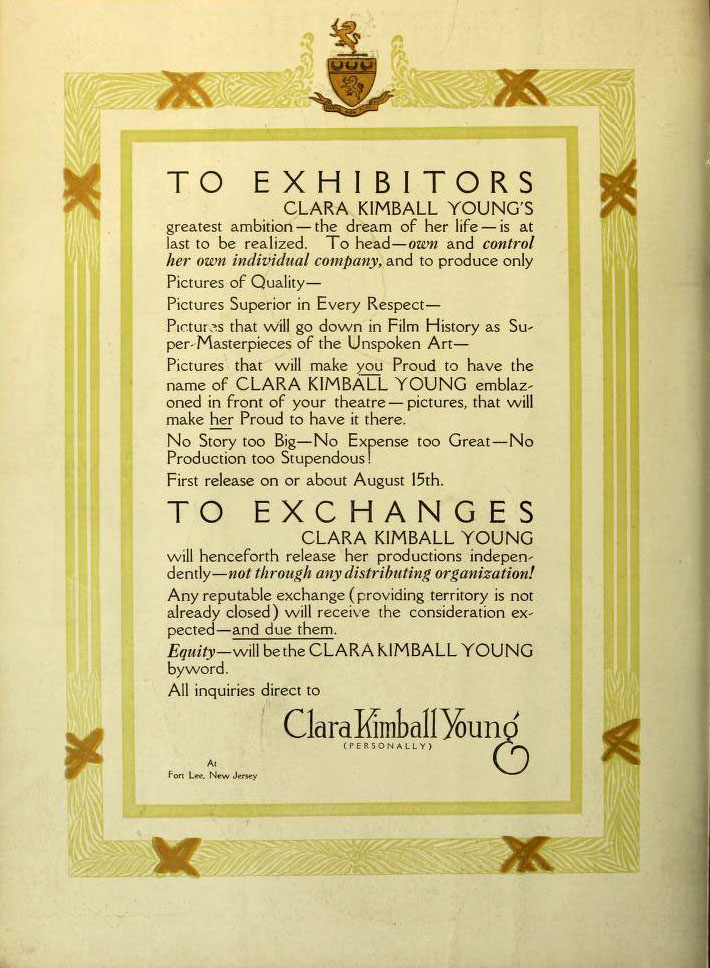
Anúncio, 1917
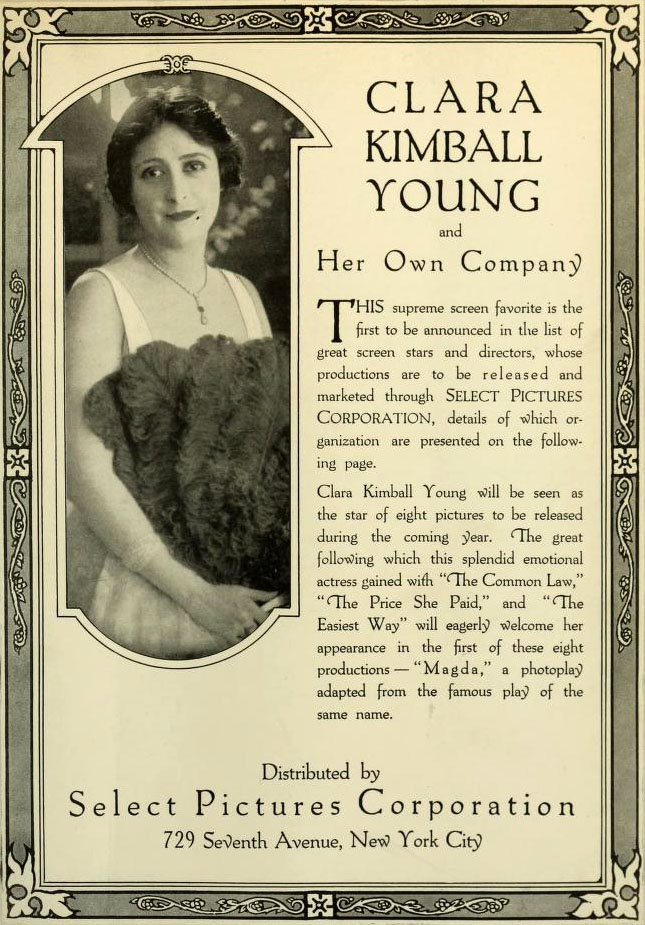
Anúncio, 1917
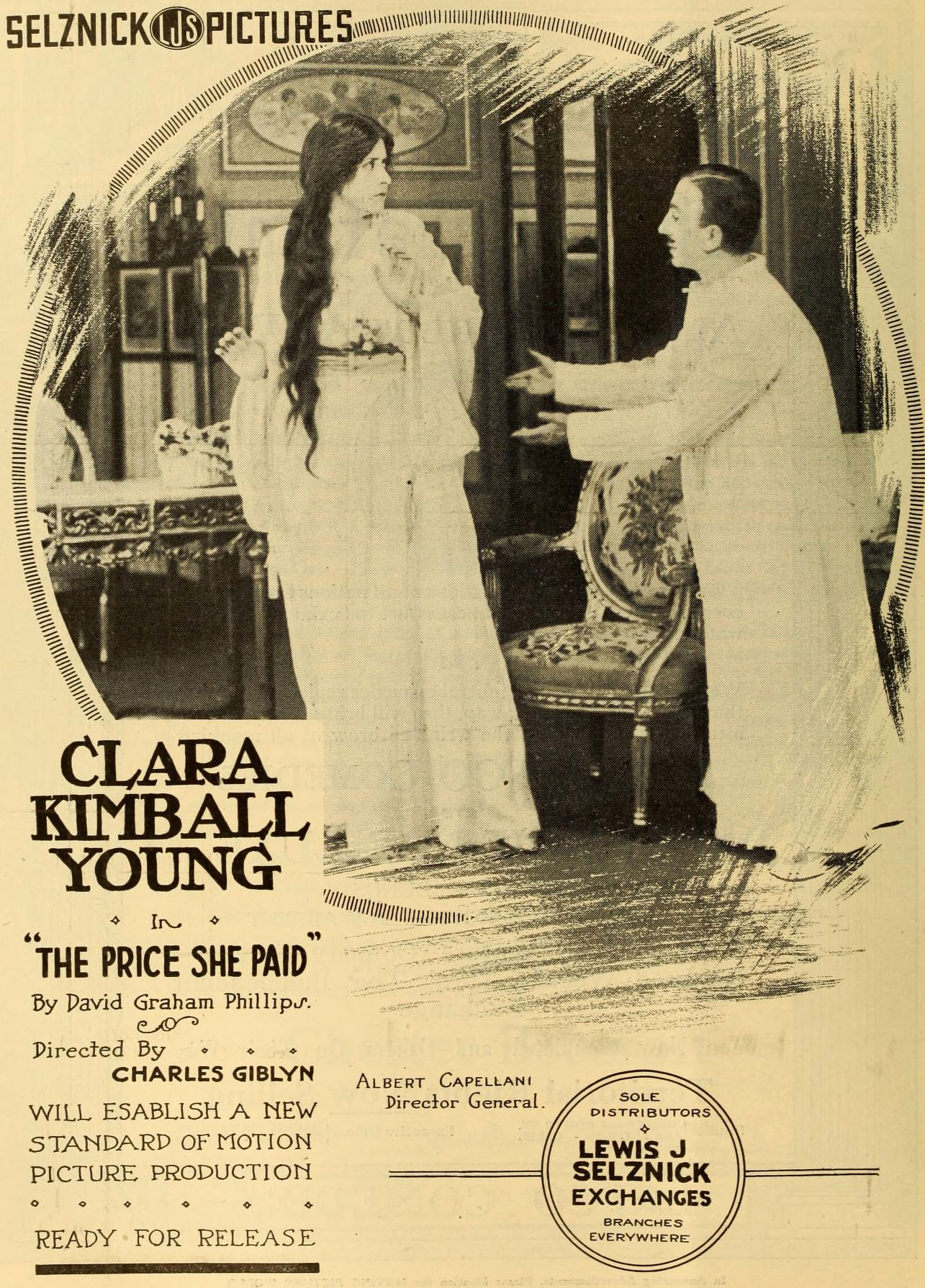
The Price She Paid, 1917
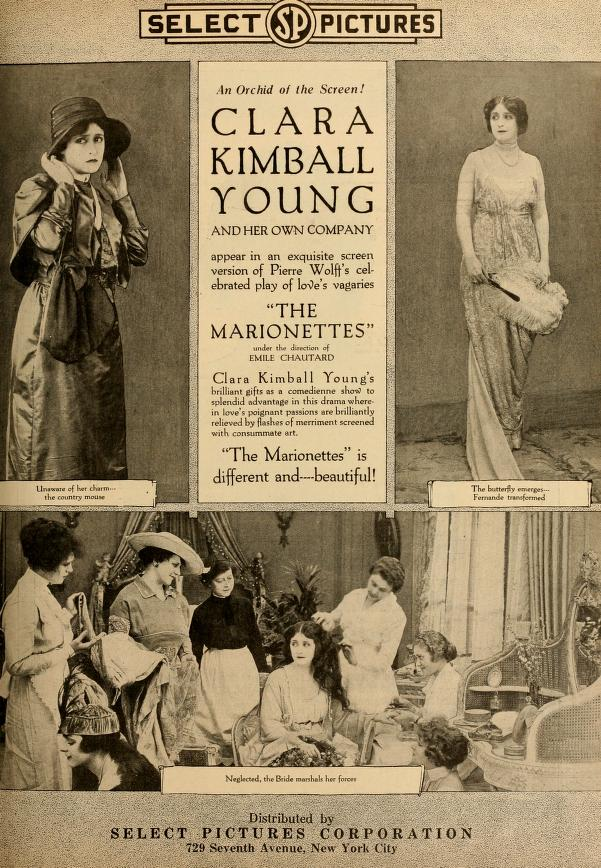
The Marionette, 1918
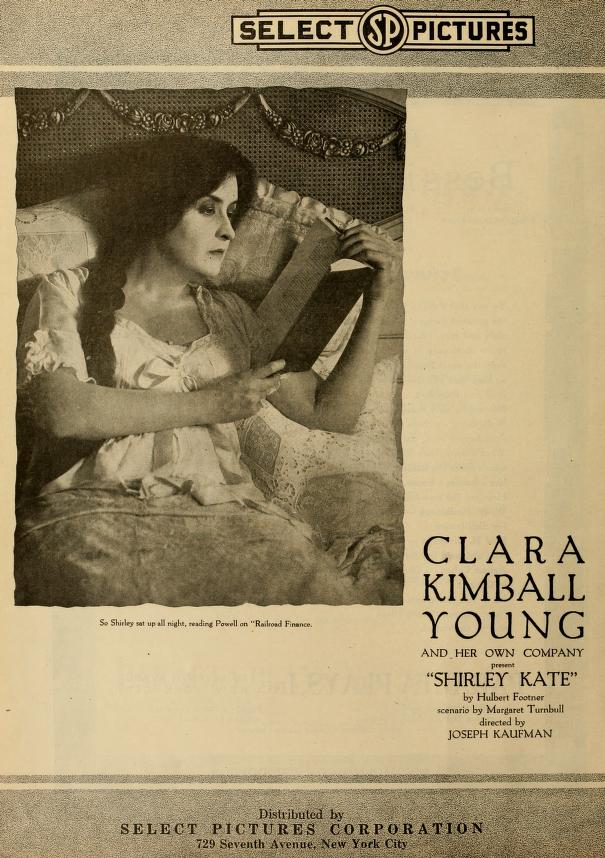
Shirley Kate, 1918